# Unión de Hidalgo
Unión de Hidalgo är en ort i Mexiko.   Den ligger i kommunen San José Tenango och delstaten Oaxaca, i den sydöstra delen av landet, 280 km sydost om huvudstaden Mexico City. Unión de Hidalgo ligger 1 061 meter över havet och antalet invånare är 369.
Terrängen runt Unión de Hidalgo är varierad. Runt Unión de Hidalgo är det ganska tätbefolkat, med 86 invånare per kvadratkilometer. Närmaste större samhälle är Huautla de Jiménez, 14,4 km sydväst om Unión de Hidalgo. I omgivningarna runt Unión de Hidalgo växer i huvudsak städsegrön lövskog.